# UFC Fight Night: Barboza vs. Lee
 UFC Fight Night: Barboza vs. Lee (conosciuto anche come  UFC Fight Night 128) è stato un evento di arti marziali miste tenuto dalla Ultimate Fighting Championship il 21 aprile 2018 alla Boardwalk Hall di Atlantic City, negli  Stati Uniti.

## Risultati
|                                   | Divisione              |                   |                 |                   | Metodo                                  | Round           | Tempo           | Premio          |
| Card Principale                   | Card Principale        | Card Principale   | Card Principale | Card Principale   | Card Principale                         | Card Principale | Card Principale | Card Principale |
| --------------------------------- | ---------------------- | ----------------- | --------------- | ----------------- | --------------------------------------- | --------------- | --------------- | --------------- |
|                                   | Catchweight (71,21 kg) | Kevin Lee         | batte           | Edson Barboza     | KO tecnico (stop medico)                | 5               | 2:18            |                 |
|                                   | Pesi piuma             | Frankie Edgar     | batte           | Cub Swanson       | Decisione unanime (30-27, 30-27, 30-27) | 3               | 5:00            |                 |
|                                   | Pesi massimi           | Justin Willis     | batte           | Chase Sherman     | Decisione unanime (29-28, 29-28, 29-28) | 3               | 5:00            |                 |
|                                   | Pesi medi              | David Branch      | batte           | Thiago Santos     | KO (pugni)                              | 1               | 2:30            | POTN            |
|                                   | Pesi gallo             | Aljamain Sterling | batte           | Brett Johns       | Decisione unanime (30-27, 30-27, 30-27) | 3               | 5:00            |                 |
|                                   | Pesi leggeri           | Dan Hooker        | batte           | Jim Miller        | KO (ginocchiata)                        | 1               | 3:00            |                 |
| Card Preliminare (Fox Sports 1)   |                        |                   |                 |                   |                                         |                 |                 |                 |
|                                   | Pesi welter            | Ryan LaFlare      | batte           | Alex Garcia       | Decisione unanime (30-27, 30-27, 30-27) | 3               | 5:00            |                 |
|                                   | Pesi gallo             | Ricky Simon       | batte           | Merab Dvalishvili | KO tecnico (stop dell'arbitro)          | 3               | 5:00            | FOTN            |
|                                   | Pesi welter            | Siyar Bahadurzada | batte           | Luan Chagas       | KO (calcio al corpo e pugno)            | 2               | 2:40            | POTN            |
|                                   | Pesi mediomassimi      | Corey Anderson    | batte           | Patrick Cummins   | Decisione unanime (30-26, 30-26, 30-27) | 3               | 5:00            |                 |
| Card Preliminare (UFC Fight Pass) |                        |                   |                 |                   |                                         |                 |                 |                 |
|                                   | Pesi mediomassimi      | Tony Martin       | batte           | Keita Nakamura    | Decisione unanime (30-27, 30-27, 30-27) | 3               | 5:00            |                 |

## Premi
I lottatori premiati ricevettero un bonus di 50.000 dollari.
Legenda:
- FOTN: Fight of the Night (vengono premiati entrambi gli atleti per il miglior incontro dell'evento)
- POTN: Performance of the Night (viene premiato il vincitore per la migliore performance dell'evento)